# Harpephyllum caffrum
Harpephyllum caffrum är en sumakväxtart som beskrevs av Johann Jakob Bernhardi. Harpephyllum caffrum ingår i släktet Harpephyllum och familjen sumakväxter. Inga underarter finns listade i Catalogue of Life.